# 鈴木康太 (ラグビー選手)
| 生年月日   | 生年月日   | 1981年4月9日      |
| ポジション | ポジション | フォワード （FW） |
| 所属       |            |                   |
| 身長       | 身長       | 190cm             |
| 体重       | 体重       | 108kg             |

鈴木 康太（すずき こうた、1981年4月9日 - ）は、日本のラグビー選手。

## プロフィール
- 愛媛県出身。
- 身長：190cm　体重：108kg
- ポジションはロック(LO)とフランカー(FL)とナンバーエイト(No.8)。
- ニックネームはコウタ。

## 経歴
- 1997年、日生学園第二高等学校（現・青山高等学校）へ入学。
- 2000年、国士舘大学へ入学。ラグビー部入部。
- 2004年、クボタスピアーズへ入団。
- 2016年、クボタスピアーズを退団[1]。
- 2025年1月、履正社高等学校ラグビー部監督に就任。